# Sideritis dubia
Sideritis dubia là một loài thực vật có hoa trong họ Hoa môi. Loài này được Coulomb miêu tả khoa học đầu tiên năm 1999.